# Moses Opondo
Moses Opondo (* 28. Oktober 1997) ist ein ugandischer Fußballspieler. Der in Dänemark aufgewachsene Mittelfeldspieler steht bei Odense BK unter Vertrag und lief im Jahr 2018 erstmals für die ugandische Nationalmannschaft auf.

## Kindheit
Moses Opondo wurde in Uganda geboren und zog im Alter von vier Jahren mit seiner Mutter nach Dänemark. Dort lebte er zunächst in Skagen im Norden Jütlands, bevor er ins rund 41 Kilometer entfernte Frederikshavn zog.

## Karriere

### Verein
Mit dem Fußballspielen begann Moses Opondo bei Bangsbo Freja in Frederikshavn, bevor er als U13-Spieler in die Fußballschule von Aalborg BK, dem größten Klub der Region, ging. Im Februar 2014 nahm er am Trainingslager der Profimannschaft teil, allerdings blieb Opondo der Durchbruch bei Aalborg BK verwehrt.
Im Juli 2016 – nachdem er den Jugendmannschaften von Aalborg BK entwachsen war – wurde er von den Aalborgern an den Zweitligisten Vendsyssel FF aus dem 53 Kilometer entfernten Hjørring verliehen. Sein erstes Spiel im Erwachsenenbereich absolvierte Opondo am 24. Juli 2016 beim 0:1 im Heimspiel gegen HB Køge. Seine ersten Tore gelangen ihm am 10. August 2016 beim 9:0-Sieg in der ersten Runde des dänischen Pokals im Auswärtsspiel gegen den Amateurverein Birkelse IF. In diesem Wettbewerb erreichte Moses Opondo das Halbfinale, in der Vendsyssel FF gegen den FC Kopenhagen ausschied. Dabei kam er zu vier Einsätzen. Im Ligabetrieb erreichte er mit seinem Club die Auf-und-Abstiegs-Play-offs, wo Vendsyssel FF gegen den AC Horsens ausschied und somit den Aufstieg in die Superliga verpasste. In der Zwischenzeit wurde Opondo fest verpflichtet, nachdem sein Leihvertrag aufgelöst wurde. Die Spielzeit 2017/18 war gleichbedeutend mit dem Durchbruch des gebürtigen Uganders, als er sich einen Stammplatz erkämpfte und mit drei Torvorlagen in 28 Partien zur erneuten Qualifikation für die Auf-und-Abstiegs-Play-offs beitrug. Dieses Mal war Vendsyssel FF erfolgreich und die Nordjüten setzten sich gegen Lyngby BK durch. Im Juli 2018 verlängerte Moses Opondo seinen Vertrag bis 2021. Bei seinem ersten Erstligaspiel am 15. Juli 2018 gelang ihm im Heimspiel gegen Odense BK, dass mit 3:2 gewonnen wurde, der Treffer zum 3:1. Auch in der Superliga war Opondo Stammspieler, wobei er häufiger von Verletzungen geplagt war und auch sowohl die Abstiegsrunde, in der Vendsyssel FF als Zwölfter gelandet war, als auch die Auf- und Abstiegs-Play-offs aufgrund seiner Verletzungen verpasste. Nachdem Moses in der regulären Saison noch drei Torvorlagen und vier Tore in 22 Partien beisteuerte, erlebte er den direkten Wiederabstieg von Vendsyssel FF, die in den Finals der Auf-und-Abstiegs-Play-offs gegen Lyngby BK, dem Gegner aus der letzten Saison, gescheitert waren, nicht mehr auf dem Platz.
Im Juni 2019 schloss er sich Odense BK an. In Odense, der drittgrößten dänischen Stadt, unterschrieb Opondo einen Vertrag mit einer Laufzeit von über vier Jahren. In der regulären Saison belegte OB Platz 10, dabei war Moses Opondo zu 17 Einsätzen gekommen, wobei er aufgrund der Konkurrenz um Jens Thomasen nicht immer zur Startelf gehörte.

### Nationalmannschaft
Am 2. Juni 2018 absolvierte Moses Opondo beim 1:2 im Freundschaftsspiel in Niamey gegen Niger sein Debüt für die ugandische Nationalmannschaft.